# ويليام بورنس
ويليام بورنس (بالإنجليزية: William Burns)‏ (و. 1875 – 1953 م) هو لاعب اللاكروس كندي، ولد في أونتاريو، شارك في الألعاب الأولمبية الصيفية 1904، توفي عن عمر يناهز 78 عاماً.
.

## روابط خارجية
- ويليام بورنس على موقع أوليمبيديا (الإنجليزية)